# Hidroxitirosol

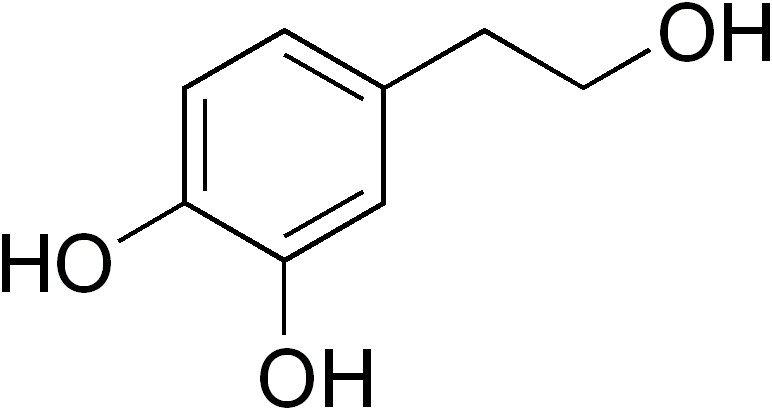
Estructura química del hidroxitirosol.

El hidroxitirosol (3,4-dihidroxifeniletanol; DOPET) es un polifenol fitoquímico con propiedades antioxidantes. Después del ácido gálico, el hidroxitirosol es considerado como uno de los antioxidantes naturales más potentes. Su coeficiente de capacidad de absorbancia de radicales del oxígeno (ORAC, del inglés Oxygen Radical Absorbance Capacity) es de 40.000 μmolTE/g, diez veces mayor que el del té verde, y dos veces mayor que el de la coenzima Q10.
En la naturaleza, el hidroxitirosol se encuentra presente en el olivo, concentrándose principalmente en las hojas, donde actúa como inmunoestimulante y antibiótico. Del mismo modo, se encuentra presente en el aceite de oliva extravirgen (y no en el resto de los aceites, ya que se elimina con el refinado), tanto en su forma libre como en forma de oleuropeina, responsables de su sabor amargo.
En su forma pura, es un líquido transparente e inodoro.
Se han descubierto diversos efectos biológicos del hidroxitirosol, entre las que destacan el descenso en el riesgo de padecer enfermedades cardiovasculares, la prevención frente a la aparición de ciertos tipos de cáncer (especialmente de colon y piel), así como propiedades antiinflamatorias y antivíricas.

## Presencia en la dieta mediterránea
Su presencia en el aceite de oliva extra virgen hace que el hidroxitirosol sea comúnmente ingerido en los países donde la dieta mediterránea es predominante. Diversos estudios han demostrado la relación entre el consumo de los alimentos que conforman la dieta mediterránea y la baja incidencia de enfermedades cardiovasculares, siendo el hidroxitirosol uno de los compuestos responsables de este efecto.
La importante presencia de verduras, legumbres y frutas, y la menor ingesta de carnes rojas, son consideradas por muchos como las principales fuentes de los beneficios de la dieta mediterránea. Sin embargo, expertos como Tommaso Beccari, profesor de bioquímica en la Universidad de Perugia en Italia, indican que un factor adicional clave en estos efectos es la presencia generalizada de hidroxitirosol en la dieta mediterránea, lo que mejora significativamente sus efectos saludables.